# Celles, Hainaut
Celles là một đô thị của Bỉ, tọa lạc trong tỉnh Hainaut. Đô thị này bao gồm các đô thị cũ Celles, Escanaffles, Molenbaix, Popuelles, Pottes,  và Velaines. Celles có diện tích 67,14 km², dân số thời điểm 31/7/2006 là 5425 người, mật độ 81 người/km2. Mã số bưu chính là 7760.